# ジェレミー・バージェス

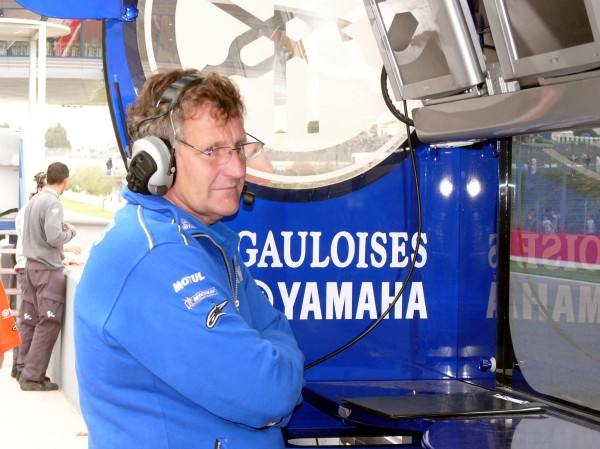
ピットから戦況を見つめるバージェス

ジェレミー・バージェス（Jeremy Burgess 、1953年生）はオーストラリアのアデレードヒルズ出身のモーターサイクルレース・エンジニア。チーフエンジニアとしてワイン・ガードナー、ミック・ドゥーハン、バレンティーノ・ロッシという3人の世界チャンピオンと共に働いたことで知られている。
若い頃にアメリカの著名なチーフエンジニアであるジョージ・ブコマノビッチとアーヴ・カネモトの元で技術を学び、フレディー・スペンサーが500ccクラスのタイトルを獲得した1985年にはチームのメカニックを務めていた。バージェスが担当したマシンはランディ・マモラのスズキ、ロン・ハスラム、フレディ・スペンサー、ミック・ドゥーハン、バレンティーノ・ロッシのホンダ、そしてロッシと共に移籍したヤマハと各メーカーに渡る。1980年にグランプリチームに加わって以来、バージェスがメカニックやエンジニアとして関わったマシンやライダーは2009年11月までにグランプリ通算157勝を挙げており、また表彰台フィニッシュの回数は280以上を数える。

## 経歴

### 生い立ち
1953年にアデレードヒルズの農場を営む家庭に生まれたバージェスは幼い頃から機械に囲まれて育ち、8歳の時に初めてクルマの運転を経験し、12歳の時には最初の自身のクルマを与えられた 。
学校を出た3日後には最初のレース用オートバイである1969年型スズキT500コブラを手に入れ、1972年から1979年までオーストラリアのサーキットでレース活動をしていた。この頃、一緒にレースをしていたライダーにはグレッグ・ハンスフォード、ウォーレン・ウィリング、ケニー・ブレイク、ハリー・ヒントンらがいる。
自分で整備したスズキRG500でレースに出場して好成績を収めた頃が、バージェス自身のレース活動におけるピークだった。

### ヘロン・スズキ時代（1980年 - 1983年）
1980年2月、自身のレース活動を広げようと考えたバージェスは本場のグランプリレースを見るためにヨーロッパに渡った。しかし実際のレースを目の当たりにしてすぐに自分がグランプリに出場するには歳を取りすぎており、またその為の資金も足りないということを悟った。
バージェスはイングランドのサリーにあった友人の家に滞在していたが、この友人がスズキUK（スズキのイギリス現地法人）で働いていたことから、自分をテキサコ・ヘロン・スズキチーム（南ロンドンのベディングトン・レーンに拠点を置いていたスズキのグランプリチーム）にメカニックとして紹介してくれるように頼んだ。この時すでに、バージェスはオーストラリアやニュージーランドでのレースを通じてヘロン・スズキのライダーであるグレーム・クロスビーやランディ・マモラ、メカニックのミック・スミス、チーフエンジニアのジョージ・ブコマノビッチらと知り合いだったのである。
こうしてマモラのメカニックとしてグランプリチームに加わると、その年の7月に行われたベルギーGPでマモラはグランプリ初優勝を挙げた。バージェスは1983年までスズキでマモラとブコマノビッチと共に働いた後、その後21年間に渡って在籍することになるホンダに移籍した。

### ホンダ時代（1983年 - 2003年）
ホンダに移籍したバージェスは、イギリス人ライダーであるロン・ハスラムのチーフ・メカニックとなった。そして1985年にはフレディ・スペンサーのチームに移り、アーヴ・カネモトの下で500ccのマシンの整備を担当することになった。1985年はスペンサーが250ccと500ccのダブルタイトルを獲ったことで注目を浴びたシーズンであり、バージェスにとっては自らが担当したマシンが初めてワールドタイトルを獲得した年となった。
翌1986年、バージェスは昇格してスペンサーのチームメイトであるワイン・ガードナーのチーフエンジニアとなり、ガードナーは1987年にタイトルを獲得した。1989年からはミック・ドゥーハンのチーフエンジニアとなって、ドゥーハンの5年連続チャンピオン獲得（1994年から1998年まで）に貢献した。
1999年にドゥーハンが怪我のためにレースを引退した時、多くの大きな事故を見てきたバージェスも「これ以上ライダーがクラッシュするところを見たくない」と引退することを考えていた。しかし、バレンティーノ・ロッシが500ccクラスにステップアップすると同時にホンダへ移籍した際、移籍のための条件としたのが「バージェスがエンジニアとして自分のクルーに加わること」だった。バージェスはロッシの500ccクラスデビューと同時に彼のチーフエンジニアとなり、その後ロッシのメーカーを跨いでの5年連続（2001年から2005年）を含む7個の最高峰クラスタイトル獲得をサポートした。

### ヤマハ時代（2004年 - 2010年）
2004年、ロッシはバージェスをはじめとするスタッフを引き連れて、ホンダの最大のライバルであるヤマハに移籍した。ヤマハのマシンに慣れるための期間が開幕前の数週間しかなかったにもかかわらず、ロッシは4月の開幕戦、ウェルコムで開催された南アフリカGPで優勝を飾った。そして、ロッシがこの年「異なるメーカーのマシンで2年連続タイトルを獲得する」という偉業を成し遂げるのに、バージェスは重要な役割を果たした。

## プライベート
バージェスはドゥーハンと共に働いていた1993年に、チームのメインスポンサーであったロスマンズで働いていた女性と結婚した。家族は今、彼女との間にできた子供と共にオーストラリアで暮らしている。
レース以外ではオージーフットボールに夢中になっており、中でもアデレード・クロウズ ( en:Adelaide Football Club ) の熱狂的なファンである。